# Echallens
Echallens ([eʃalɑ̃] oder [ɛʃalɑ̃], im einheimischen frankoprovenzalischen Dialekt [(a) ɛʦaˈlɛː]) ist eine politische Gemeinde und Hauptort des Distrikts Gros-de-Vaud des Kantons Waadt in der Schweiz. Bis im Herbst 2006 war Echallens Hauptort des gleichnamigen Bezirks. Der ehemalige deutsche Name Tscherlitz wurde vor allem in der Zeit vom 16. bis zum 18. Jahrhundert verwendet, ist heute aber ungebräuchlich.

## Geographie
Echallens liegt auf 617 m ü. M., 14 km nördlich der Kantonshauptstadt Lausanne (Luftlinie). Die Gemeinde erstreckt sich auf der ausgedehnten Hochfläche des zentralen Gros de Vaud, beidseits des Flusses Talent, am Nordwestrand der Höhen des Jorat, im Waadtländer Mittelland.
Die Fläche des 6,7 km² grossen Gemeindegebiets umfasst einen Abschnitt des leicht gewellten Plateaus des Gros de Vaud, der Kornkammer des Kantons Waadt. Das Gebiet wird von Osten nach Westen vom Talent durchflossen, der oberhalb von Echallens aus den Höhen des Jorat austritt und im Bereich des Dorfes nur eine 10 bis 20 m tiefe kleine Talniederung bildet. Das Plateau weist um Echallens nur eine sehr geringe Reliefgliederung auf. Im äussersten Südwesten erstreckt sich der Gemeindeboden bis in die Niederung der Mortigue (eines Seitenbachs des Talent). Die einzige grössere Erhebung befindet sich im Südosten im Waldgebiet des Bois de la Commune, in dem mit 672 m ü. M. der höchste Punkt von Echallens erreicht wird. Von der Gemeindefläche entfielen 1997 18 % auf Siedlungen, 13 % auf Wald und Gehölze, 68 % auf Landwirtschaft und etwas weniger als 1 % war unproduktives Land.
Zu Echallens gehören ausgedehnte neue Wohnquartiere sowie einige Einzelhöfe. Nachbargemeinden von Echallens sind Villars-le-Terroir, Poliez-le-Grand, Bottens, Assens, Saint-Barthélemy und Goumoëns.

## Bevölkerung
Mit 6570 Einwohnern (Stand 31. Dezember 2023) gehört Echallens zu den mittelgrossen Gemeinden des Kantons Waadt. Von den Bewohnern sind 89,1 % französischsprachig, 2,9 % deutschsprachig und 2,1 % portugiesischsprachig (Stand 2000). Die Bevölkerungszahl von Echallens belief sich 1850 auf 957 Einwohner, 1900 auf 1096 Einwohner. Nach einem langsamen aber kontinuierlichen Wachstum bis 1970 (1643 Einwohner) setzte ein verstärkter Entwicklungsschub ein, verbunden mit einer Verdreifachung der Einwohnerzahl innerhalb von 30 Jahren.

## Wirtschaft

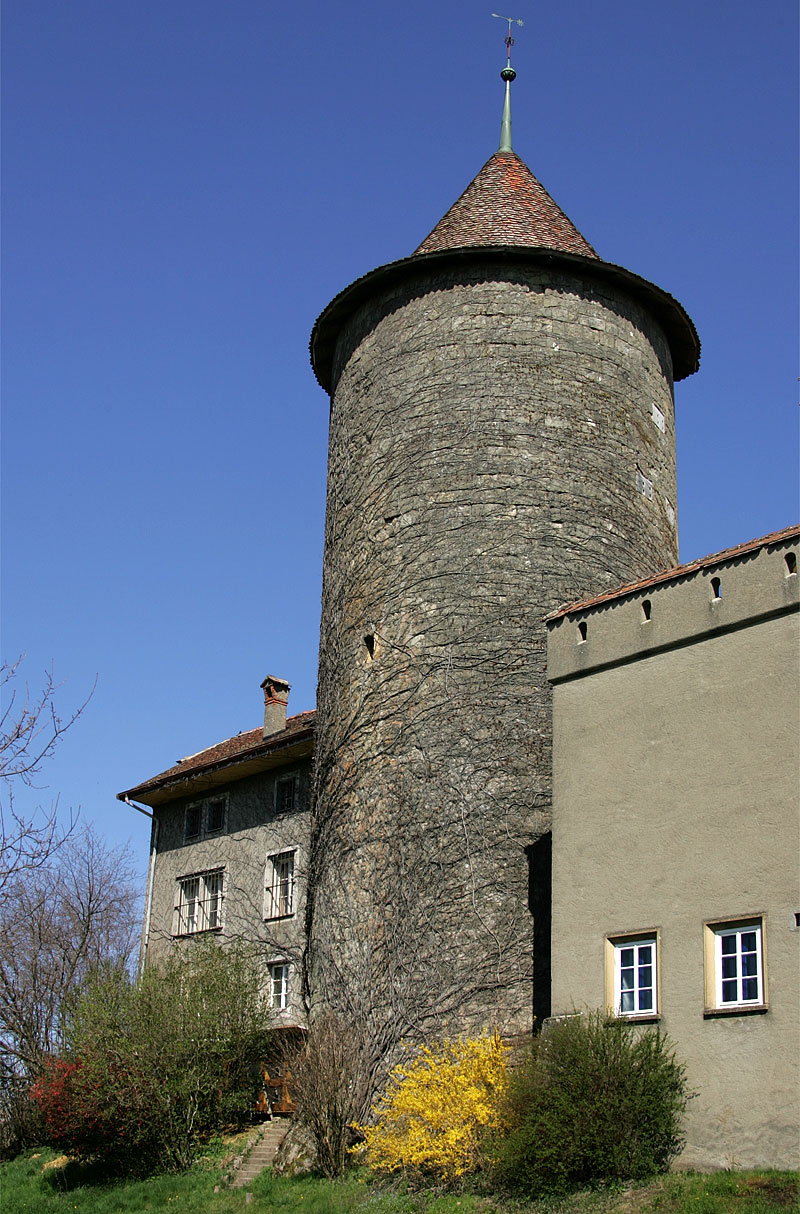
Schloss Echallens

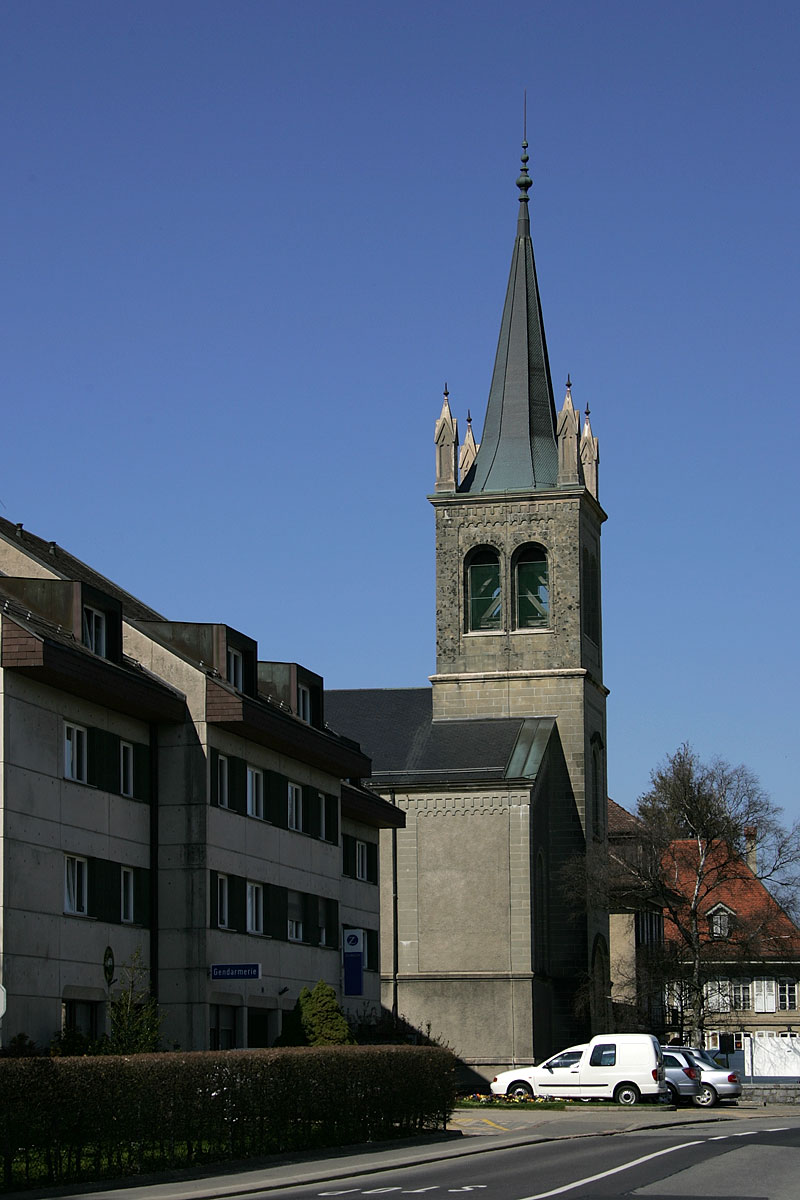
Reformierte Kirche

Echallens ist ein regionales Handels- und Verwaltungszentrum und Mittelpunkt des fruchtbaren Landwirtschaftsgebietes des Gros de Vaud. Bis Ende des 19. Jahrhunderts war Echallens ein vorwiegend durch die Landwirtschaft geprägtes Dorf. Heute haben der Ackerbau und der Obstbau nur noch eine marginale Bedeutung in der Erwerbsstruktur der Bevölkerung.
Gegen Ende des 19. Jahrhunderts setzte auch in Echallens die Industrialisierung ein, betraf den Ort aber weit weniger als andere Waadtländer Gemeinden vergleichbarer Grösse. Deshalb entwickelte sich die Gemeinde nur langsam zum Industrieort. Um 1910 war die Industrie hauptsächlich durch die Verarbeitung der landwirtschaftlichen Produkte geprägt, daneben gab es Betriebe des Maschinenbaus, des Metallbaus und Textilindustrie.
Der wirtschaftliche Aufschwung setzte seit den 1970er Jahren mit der Schaffung neuer Gewerbezonen ein. Heute gibt es zahlreiche kleinere und mittlere Unternehmen, die sich auf das Baugewerbe, den Maschinenbau (insbesondere Landwirtschaftsmaschinen), das Transportgewerbe, den Gartenbau, die Computertechnologie sowie auf mechanische Werkstätten konzentrieren.
Den Hauptanteil der Arbeitsplätze (fast 70 %) vereinigt der Dienstleistungssektor auf sich. Es gibt zahlreiche Arbeitsstellen in der Verwaltung, im Banken- und Versicherungswesen wie auch in der Gastronomie und Hotellerie. Echallens ist Sitz des Bezirksgerichts und Standort einer Landwirtschaftsgenossenschaft mit Getreidesilos.
In den letzten Jahrzehnten hat sich das Dorf dank der guten Verkehrsanbindung und attraktiven Lage zu einer Wohngemeinde entwickelt. Ausgedehnte neue Wohngebiete entstanden vor allem am Ostrand von Echallens rechts des Talent sowie im Süden. Einige Erwerbstätige sind deshalb auch Wegpendler, die im Grossraum Lausanne ihrer Arbeit nachgehen.

## Bildung und Sport
Als Regionalzentrum verfügt Echallens über alle Schulstufen von der Primarschule bis zum Gymnasium. 1977 wurde ein neues Schulzentrum eröffnet. Ferner gibt es im Ort zahlreiche Sportanlagen (darunter Tennisplätze, Fussballplätze und ein Fitnesscenter). Bekanntester Sportverein in Echallens ist der FC Echallens.

## Verkehr
Die Gemeinde ist verkehrstechnisch gut erschlossen. Sie liegt an der Hauptstrasse 5 von Lausanne via Echallens nach Yverdon-les-Bains. Der Autobahnanschluss La Sarraz an der 1981 eröffneten A1 (Lausanne–Yverdon) ist rund 7 km vom Ortskern entfernt.
Am 2. Juni 1874 wurde der Streckenabschnitt Cheseaux-sur-Lausanne – Echallens der Schmalspurbahn Chemin de fer Lausanne-Echallens-Bercher (LEB) in Betrieb genommen. Die Fortsetzung dieser Linie bis nach Bercher wurde am 24. November 1898 eingeweiht. Neben dem Bahnhof gibt es noch die Haltestellen Sur Roche und Grésaley in den Aussenquartieren von Echallens. Für die Feinverteilung im öffentlichen Verkehr sorgen die Buslinien nach Chavornay, Yverdon und Thierrens.

## Geschichte

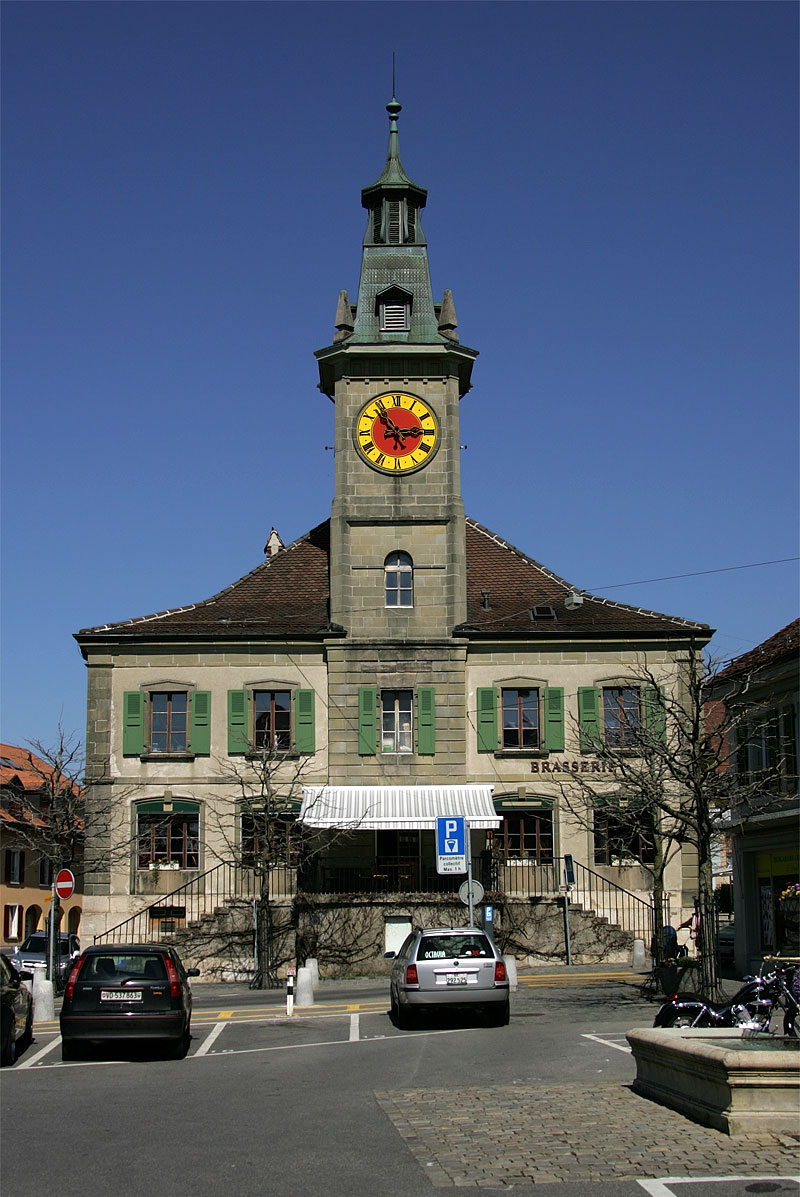
Hôtel de ville

Das Gemeindegebiet von Echallens war schon in sehr früher Zeit besiedelt. Es wurden Überreste einer bronzezeitlichen Giesserei sowie von Gräberfeldern aus der La-Tène-Zeit und aus dem Frühmittelalter entdeckt.
Die erste urkundliche Erwähnung des Ortes erfolgte 1141 unter dem Namen Charlens. Später erschienen die Bezeichnungen Challeins, Escharlens (1177), Eschallens (1228), Eschalleins (1279), erstmals Echallens (1315), danach noch Echalans (1381) und Echallan (1414). Der Ortsname geht auf den Personennamen Carl (heute französisch Charles) zurück und bedeutet bei den Leuten des Carl.
Ursprünglich gehörte der Ort dem Bischof von Lausanne. Ende des 12. Jahrhunderts begründeten die Herren von Montfaucon, ein Zweig der Grafen von Montbéliard in der Freigrafschaft Burgund, die Herrschaft Echallens und liessen in der zweiten Hälfte des 13. Jahrhunderts das Schloss erbauen. 1317 wurde die Oberhoheit des Hauses Savoyen über die Herrschaft Echallens von der Familie de Montfaucon anerkannt. Der Flecken, der sich im Lauf der Zeit um das Schloss entwickelt hatte, wurde um 1350 mit einer Ringmauer umgeben, und Echallens erhielt 1351 Stadtrechte. Seither wurde im Städtchen ein wöchentlicher Markt abgehalten, der allerdings ab dem 16. Jahrhundert aufgrund der relativ geringen Bedeutung von Echallens nur noch unregelmässig durchgeführt wurde.
1410 ging die Herrschaft über Echallens an das Haus Chalon über, das aus dem Burgund stammte. Deswegen bemächtigten sich die Eidgenossen nach den Burgunderkriegen dieser Herrschaft und stellten sie 1476 unter die gemeinsame Verwaltung von Freiburg, Bern und den sieben anderen Orten. Im Vertrag von Beromünster 1484 löste Bern die Rechte dieser sieben Orte auf Echallens durch eine Entschädigungszahlung heraus. Fortan stand die Vogtei Orbe-Echallens, zu der das ehemalige Herrschaftsgebiet Echallens sowie als Exklaven die Stadt Orbe und das Dorf Mex gehörten, unter der gemeinsamen Verwaltung von Bern und Freiburg. Im Fünfjahresturnus stellten Bern oder Freiburg den Vogt, der seinen Sitz in Echallens hatte.
Aufgrund der gemeinsamen Herrschaft des katholischen Freiburg und des seit der Reformation protestantischen Bern, konnte letzteres die Reformation in der Vogtei Orbe-Echallens nicht durchsetzen. Das Gebiet blieb deshalb lange Zeit mehrheitlich katholisch, und zahlreiche Kirchen, so auch jene von Echallens, wurden während teilweise mehr als 300 Jahren paritätisch genutzt.
Nach dem Zusammenbruch des Ancien Régime gehörte Echallens von 1798 bis 1803 während der Helvetik zum Kanton Léman, der anschliessend mit der Inkraftsetzung der Mediationsverfassung im Kanton Waadt aufging. Während einiger Zeit wurde darauf sogar diskutiert, ob Echallens als Gegengewicht zum Zentrum Lausanne Hauptstadt des neuen Kantons Waadt werden sollte. Seit 1798 ist es Bezirkshauptort des neu geschaffenen Bezirks Echallens.

## Sehenswürdigkeiten
Das Schloss von Echallens wurde in der zweiten Hälfte des 13. Jahrhunderts auf einer kleinen Anhöhe errichtet. Es wurde 1475 von den Eidgenossen gebrandschatzt. Nach dem Wiederaufbau diente es den Vögten von Orbe-Echallens als Residenz. Heute ist vom mittelalterlichen Bau nur noch ein Rundturm erhalten, der Nordflügel wurde 1719 erbaut. Seit 1816 ist das Schloss im Besitz der Gemeinde, die darin die Gemeindeverwaltung und eine Primarschule unterbrachte.
Obwohl in Echallens bereits 1141 eine Kirche erwähnt wurde, sind die heutigen Kirchenbauten verhältnismässig neuen Datums. An der Stelle der paritätischen Kirche von 1727 wurde 1883 die heutige katholische Kirche erbaut. Die reformierte Kirche stammt von 1865.
Von der ehemaligen Ummauerung des Städtchens ist nichts mehr erhalten. Das Hôtel de Ville (Rathaus) wurde 1781 errichtet. Im Ortskern sind einige Bürger- und Patrizierhäuser des 17. bis 19. Jahrhunderts erhalten, darunter das Haus Bezenson und das Hôtel des Balances. 1989 erfolgte die Einweihung des Maison du Blé et du Pain (Handwerksmuseum). Hier beginnt Le Chemin des Blés.

## Persönlichkeiten
Söhne und Töchter der Gemeinde:
- Louis Germond der Ältere (1796–1868), evangelischer Geistlicher und Gründer eines Diakonissenspitals
- Hans Hurni (1926–2017), Bankier und Fussballfunktionär
- Émile Gardaz (1931–2007), Radiomoderator und Schriftsteller
- Albert Longchamp (1941–2022), Ordensgeistlicher, Autor und Journalist
- Michel Mayor (* 1942), Professor für Astronomie und Mitentdecker des ersten extrasolaren Planeten
- Gabriel Wüthrich (* 1981), Fussballtorhüter
- Léna Mettraux (* 1998), Radsportlerin